# بخش آلمنفسکی
بخش آلمنفسکی (به لاتین: Almenevsky District) یک منطقهٔ مسکونی در روسیه است که در استان کورگان واقع شده‌است.